# Efferens csatolás
Az efferens csatolás (jelölése Ce) a szoftverfejlesztésben használt metrika, amely megadja egy osztály által ismert adattípusok számát. Ez a következőket tartalmazza: öröklődések, interfész-implementációk, paramétertípusok, változótípusok, kivételek.
Robert C. Martin „kiágazó stabilitási mutatónak” (Fan-out stability metric) nevezte Clean Architecture című könyvében, és úgy határozta meg, mint a komponensen belüli osztályok száma, melyek az azon kívüli osztályoktól függenek (az efferens jelentése elvezető, kimenő).
Ezt a metrikát gyakran használják egy komponens stabilitásának kiszámításához a szoftverarchitektúrában: S = Ca / (Ca + Ce), ahol Ca az afferens csatolás (az adott osztálytól függő osztályok száma, vagyis a komponens „felelőssége”), Ce pedig az efferens csatolás (azon osztályok száma, amelyektől függ az adott osztály, vagyis a komponens „függősége”). A mutató tartománya 0 és 1 között lehet; 0 a maximálisan stabil, 1 a maximálisan instabil eset.
A túlzott mértékű csatolás elkerülendő a moduláris kialakításoknál. A nagymértékű efferens csatolás azt jelzi, hogy az osztálynak nincsenek jól meghatározott céljai, valószínűleg instabil, újrahasznosítása pedig kétséges. Ajánlott kisebb osztályokat létrehozni, így csökkenteni Ce mértékét.